# Västra Skymnäs
Västra Skymnäs is een plaats in de gemeente Hagfors in het landschap Värmland en de provincie Värmlands län in Zweden. De plaats heeft 80 inwoners (2005) en een oppervlakte van 26 hectare.